# Sveti Marak
Koordinati:   45°06′20″N, 14°40′02″E
Sveti Marak je manjši zaliv in istoimenski rt severno od Vrbnika na otoku Krku (Hrvaška).
Sveti Marak je rt in nenaseljen zaliv, ki leži na severozahodni obali Krka, severno od naselja Vrbnik. Z lokalno cesto je povezan s kraji v notranjosti otoka. V zalivu so poleg valobrana, dolgega okoli 30 metrov, še trije veliki privezi v morju. Globina morja pri valobranu je 1,5 do 4,5 metrov. V poletnih mesecih je na plaži odprt gostinski lokal.
Zaliv je odprt vsem vetrovom. Kadar piha burja se za valobranom pojavljajo večji valovi. Pri valobranu je splavna drča.